# 앙리 들로네
앙리 들로네(프랑스어: Henri Delaunay, 1883년 6월 15일 ~ 1955년 11월 9일)는 프랑스의 축구 행정가이다.

## 생애
들로네는 파리의 축구 클럽 에투알 데 되 뤽스(Étoile des Deux Lacs)에서 활약한 다음에 심판으로 활동했다. 하지만 AF 가른 도브(AF Garenne-Doves)와 ES 베네볼랑스(ES Benevolence)의 경기 도중에 호루라기를 물고 있다가 축구공에 얼굴을 완전히 맞아 치아 2개가 부러지는 사고를 당하면서 은퇴했다.
들로네는 1905년에 에투알 데 되 뤽스의 회장, 프랑스 축구 연맹의 전신인 프랑스 국제 축구 위원회(Comité français interfédéral, CFI)의 사무총장으로 임명되면서 축구 행정가로서의 경력을 쌓기 시작했다. 1919년에 프랑스 국제 축구 위원회가 프랑스 축구 협회로 개편된 이후에도 들로네는 사무총장으로 남아있었다.
들로네는 1924년부터 1928년까지 국제 축구 연맹(FIFA)의 부회장을 역임했으며 쥘 리메와 함께 FIFA 월드컵의 초기 설계자이기도 했다. 또한 1920년대에 유러피언컵(현재의 UEFA 챔피언스리그) 창설을 주장하기도 했다. 들로네는 1927년에 쥘 리메와 함께 유럽 축구 선수권 대회 창설 구상에 큰 기여를 했는데 1번째 대회는 1960년에 열렸다.
들로네는 1954년 6월 15일에 유럽 축구 연맹(UEFA)의 제1대 사무총장으로 취임했다. 1955년에 앙리 들로네가 사망했을 때에 그의 아들인 피에르 들로네가 새로운 유럽 축구 연맹의 사무총장으로 취임했다. UEFA 유럽 축구 선수권 대회 우승 팀에게 수여되는 트로피인 앙리 들로네컵은 그의 이름을 따서 명명되었다.